# 杜穆·阿姆罗
杜穆·阿姆罗（Domou Amro，1998年3月19日—），約旦女子羽毛球運動員。

## 簡歷
2017年2月，杜穆·阿姆罗出戰烏干達羽毛球國際賽，與巴哈迪恩·艾哈迈德·阿沙尼克合作赢得混合雙打冠軍。

## 主要比賽成績
只列出曾進入準決賽的國際賽事成績：
| 年份   | 賽事                 | 公開賽級別 | 項目     | 搭檔                       | 成績   |
| ------ | -------------------- | ---------- | -------- | -------------------------- | ------ |
| 2014年 | 摩洛哥羽毛球國際賽   | 國際系列賽 | 混合雙打 | 巴哈迪恩·艾哈迈德·阿沙尼克 | 亞軍   |
| 2015年 | 摩洛哥羽毛球國際賽   | 國際系列賽 | 女子雙打 | 马扎雷·雷纳·费赫米         | 亞軍   |
| 2015年 | 摩洛哥羽毛球國際賽   | 國際系列賽 | 混合雙打 | 巴哈迪恩·艾哈迈德·阿沙尼克 | 亞軍   |
| 2016年 | 烏干達羽毛球國際賽   | 國際系列賽 | 女子雙打 | 马扎雷·雷纳·费赫米         | 準決賽 |
| 2016年 | 烏干達羽毛球國際賽   | 國際系列賽 | 混合雙打 | 巴哈迪恩·艾哈迈德·阿沙尼克 | 準決賽 |
| 2017年 | 烏干達羽毛球國際賽   | 國際系列賽 | 女子單打 | －                         | 亞軍   |
| 2017年 | 烏干達羽毛球國際賽   | 國際系列賽 | 女子雙打 | 汉宁·德拉尔·阿尔韦德恩     | 準決賽 |
| 2017年 | 烏干達羽毛球國際賽   | 國際系列賽 | 混合雙打 | 巴哈迪恩·艾哈迈德·阿沙尼克 | 冠軍   |
| 2017年 | 摩洛哥羽毛球國際賽   | 國際系列賽 | 女子雙打 | 汉宁·德拉尔·阿尔韦德恩     | 亞軍   |
| 2017年 | 摩洛哥羽毛球國際賽   | 國際系列賽 | 混合雙打 | 巴哈迪恩·艾哈迈德·阿沙尼克 | 亞軍   |
| 2018年 | 埃及羽毛球國際賽     | 國際系列賽 | 混合雙打 | 巴哈迪恩·艾哈迈德·阿沙尼克 | 亞軍   |
| 2018年 | 巴林羽毛球國際系列賽 | 國際系列賽 | 女子單打 | －                         | 準決賽 |
| 2018年 | 巴林羽毛球國際系列賽 | 國際系列賽 | 混合雙打 | 巴哈迪恩·艾哈迈德·阿沙尼克 | 冠軍   |
| 2018年 | 博茨瓦納羽毛球國際賽 | 未來系列賽 | 女子單打 | －                         | 冠軍   |
| 2018年 | 博茨瓦納羽毛球國際賽 | 未來系列賽 | 混合雙打 | 巴哈迪恩·艾哈迈德·阿沙尼克 | 亞軍   |
| 2018年 | 贊比亞羽毛球國際賽   | 未來系列賽 | 混合雙打 | 巴哈迪恩·艾哈迈德·阿沙尼克 | 亞軍   |
| 2018年 | 南非羽毛球國際賽     | 未來系列賽 | 女子單打 | －                         | 亞軍   |
| 2018年 | 南非羽毛球國際賽     | 未來系列賽 | 混合雙打 | 巴哈迪恩·艾哈迈德·阿沙尼克 | 亞軍   |
| 2019年 | 烏干達羽毛球國際賽   | 國際系列賽 | 女子單打 | －                         | 亞軍   |
| 2019年 | 烏干達羽毛球國際賽   | 國際系列賽 | 女子雙打 | 莎明·阿伯科雅斯特          | 亞軍   |
| 2019年 | 肯亞羽毛球國際賽     | 未來系列賽 | 女子單打 | －                         | 亞軍   |
| 2019年 | 肯亞羽毛球國際賽     | 未來系列賽 | 混合雙打 | 巴哈迪恩·艾哈邁德·阿沙尼克 | 冠軍   |
| 2022年 | 貝寧羽毛球國際賽     | 未來系列賽 | 女子單打 | －                         | 準決賽 |
| 2022年 | 貝寧羽毛球國際賽     | 未來系列賽 | 混合雙打 | 巴哈迪恩·艾哈邁德·阿沙尼克 | 準決賽 |
| 2022年 | 贊比亞羽毛球國際賽   | 未來系列賽 | 混合雙打 | 巴哈迪恩·艾哈邁德·阿沙尼克 | 冠軍   |

| 2007-2017年 | 首要超級賽 | 超級賽 | 黃金大獎賽 | 大獎賽 | 國際挑戰賽 | 國際系列賽 | 未來系列賽 | 其他 |

| 2018-2026年 | 總決賽 | 超級1000賽 | 超級750賽 | 超級500賽 | 超級300賽 | 超級100賽 | 國際挑戰賽 | 國際系列賽 | 未來系列賽 | 其他 |

### 奧運會和世錦賽參賽紀錄
|          | 搭檔         | 2019 |
| -------- | ------------ | ---- |
| 混合雙打 | B·A·阿沙尼克 | 48強 |